# 헤이안 신궁
헤이안 신궁(일본어: 平安神宮 헤이안진구[*])은 교토부 교토시 사쿄구에 있는 신궁(神宮)이다.

## 역사
1895년(메이지 28년) 3월 15일에, 헤이안쿄 천도 1100주년을 기념해 교토에서는 내국권업박람회가 열렸는데, 이때 주요 행사장의 하나로 쓰기 위해서 헤이안쿄로 천도할 당시의 다이다이리(大內裏)의 일부 복원이 계획되었는데, 실제 다이다이리가 있던 위치인 센본마루타쵸(千本丸太町)에 스자쿠몬(朱雀門)을 세운다는 당초의 계획은 부지 매입 실패로 수정되어, 당시 교토 교외에 해당하던 오카자키에 실제 크기의 5/8 규모로 복원되었다. 박람회가 끝난 뒤 건물은 그대로, 헤이안쿄로 천도한 당사자인 제50대 간무(桓武) 천황을 모시는 신사로 바뀌었다. 이것이 헤이안 신궁의 시초이다. 《일본서기》의 기록을 근거로 천황가의 창시자 진무(神武) 천황 이래 황기(皇紀) 2600년에 해당하는 1940년(쇼와 15년), 교토(헤이안쿄)에서 재위했던 마지막 천황인 121대 고메이(孝明) 천황이 신궁의 제신으로 더해졌다.
1976년 1월 6일에 방화로 인한 화재가 발생해 신궁의 본전(本殿)과 내배전(內拜殿) 등 아홉 동(棟)의 건물이 소실되었다. 창건 시기도 당시에는 비교적 최근(메이지 시대)인데다 문화재 지정도 되어있지 않았고, 당시 일본의 소방 관련 법 규정에는 목조건물의 자동 화재알림 설비 설치가 의무화되지 않았기 때문에, 발견이 늦어서 대규모 화재로 번졌을 뿐 아니라, 소실에 대한 정부로부터의 보조금은 지원되지 않았고 대신 전국으로부터 모금한 성금으로 3년 뒤에 재건된다. 이 화재는 훗날 일본의 신좌익(新左翼) 활동가인 가토 사부로(加藤三郞)의 범행으로 판명되었다. 가토는 "자신의 권위를 과시하기 위해 백성들을 괴롭혀 도탄에 빠지게 한 헤이안쿄를 짓고, 영토확장의 야심 때문에 에미시(蝦夷)를 침략해 수많은 에미시인을 살해하고 노예로 삼은" 간무 천황을 신으로 모신다는 것은 '신'에 대한 모독으로 간주하고 헤이안 신궁 방화를 결의했다고 한다.

## 내부 구조
앞서 밝혔듯 신궁은 헤이안쿄의 다이다이리 안에서도 정청(正廳)에 해당하는 조당원(朝堂院, 핫소인八省院), 시대상으로 헤이안 시대 후기인 11세기에서 12세기 사이의 제3차 조당원을 5/8 크기로 축소 재현하였다. 크고 선명한 붉은색이 특징적인 정면의 문은 조당원의 응천문(應天門)을, 안쪽의 좌우의 전각은 조집당(朝集堂)을 재현한 것이다. 배전은 조당원의 정전인 대극전(大極殿)을 본떴고 좌우로 창룡루와 백호루를 부속건물로 배치하였는데, 실제 다이다이리에서 대극전과 응천문 사이에 있었던 회창문(會昌門)이나 조당(朝堂) 12당, 응천문 좌우에 부속건물로 세워진 상난루와 서봉루는 신궁에서 재현되지 않았다. 또한 신궁 건물의 기와는 모두 녹유(綠釉)를 얹었지만, 최근의 연구에 따르면 헤이안 시대에는 대극전의 처마 끝과 대들보 부분에만 녹유가 사용되었을 것으로 추정하고 있다.
헤이안 신궁의 대극전 등의 여섯 채의 건물은 2010년 12월에 일본의 중요문화재로 지정되었으며, 참배길에 있는 높이 24.2m의 오오토리이(大鳥居)도 일본의 등록유형문화재로 등록되어 있다.

### 정원
부지 면적은 약 2만 평으로, 그 절반에 달하는 1만여 평은 이른바 「헤이안 신궁 신엔(神苑)」으로 불리는 일본식 정원으로 이루어져 있는데, 메이지 시대부터 쇼와 시대에 걸쳐 조경가로 이름을 떨쳤던 7대 오가와 지베에(小川治兵衛)가 20년 이상에 걸쳐 만든 것으로 현재 일본의 명승으로 지정되어 있다. 가와세미나 오오타카 등의 희귀 조류나, 등껍데기에 풀을 기르는 미노가메(ミノガメ), 일본에서는 매우 드문 미나미이시가메(ミナミイシガメ) 등이 서식하고 있다. 특히 비와호에서 끌어온 정원 연못에는 이치몬지타나고(イチモンジタナゴ) 등의 담수어가 서식하고 있는 것이 확인되고 있는데, 이는 원류에 해당하는 비와 호 안에서는 이미 외래 어종에 밀려 자취를 감춘 것으로 확인되었다. 물고기와 거북이에게 먹이를 줄 수 있는 코너도 있다.

## 제사
신궁 창건을 기념해서, 간무 천황이 헤이안쿄로 천도한 날인 10월 22일에 지다이마쓰리(時代祭)가 열리고 있다. 미코시를 옮기는 행렬은 교토고쇼에서 출발해 헤이안 진구에서 끝난다.
신궁은 콘서트장 뿐만 아니라 일본의 전통 결혼식장으로도 이용된다.

## 사진

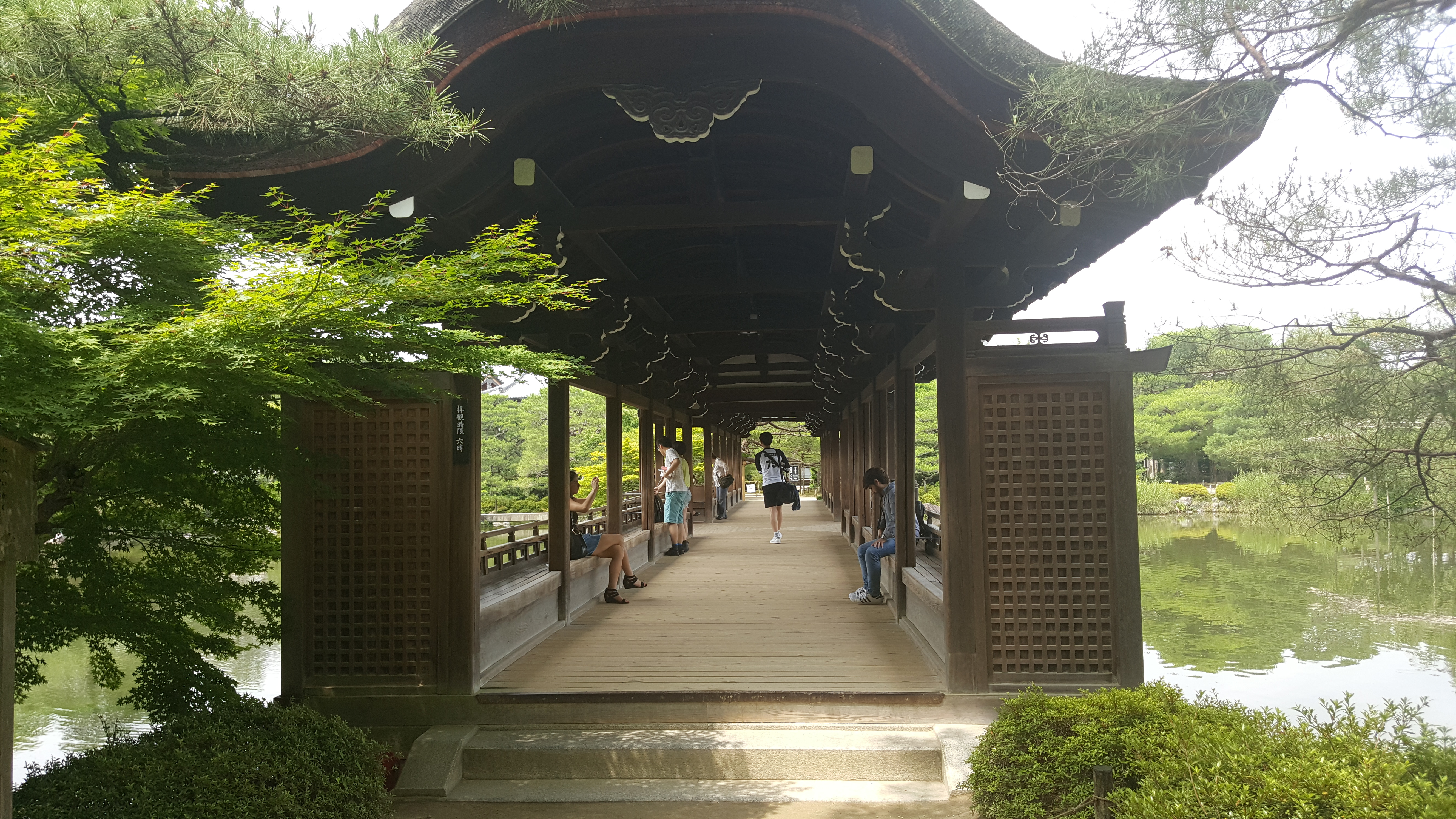
2016년 6월 히가시신엔(東神苑)의 타이헤이카쿠(泰平閣)

## 같이 보기
- 헤이안 시대
- 신궁 (신토)